# NGC 446
NGC 446 (również IC 89, PGC 4578 lub UGC 818) – galaktyka soczewkowata (SB0), znajdująca się w gwiazdozbiorze Ryb. Odkrył ją Albert Marth 23 października 1864 roku. Jest to galaktyka z aktywnym jądrem.